# Províncias de São Tomé e Príncipe
São Tomé e Príncipe, como o nome prescreve, é dividido em duas províncias: São Tomé, cuja capital é a cidade de São Tomé, e Príncipe, cuja capital é Santo António. 
A província de São Tomé compõe-se da ilha de São Tomé, localizada no Atlântico equatorial,  é o lar da esmagadora maioria dos cidadãos da nação, com uma população estimada em 133.600hab do total de 139.000hab, conforme dados de 2004.
A província de Príncipe cobre a menor ilha do território, a de Príncipe. Sua área é de cerca de 140 quilômetros quadrados. Desde 29 de abril de 1995, Príncipe tem autogoverno. 
As províncias dividem-se em sete distritos, seis em São Tomé e um em Príncipe.